# 艾思奇
艾思奇（1910年3月2日—1966年3月22日），原汉名李生萱，男，波斯族（混蒙古)，云南腾冲县和顺乡人，中国马克思主义哲学家。

## 名字
胞弟李生葂的解釋是：“笔名的离意，有人说是‘爱（艾）马克思（思）伊里奇（奇）’。有的说‘生曹’两字的英文头一个字母是SH（英文转写：Sheng Hsuen），谐音‘艾思艾奇’，去掉了中间的‘艾’字就成了‘艾思奇’了。1982年，黄洛峰同志来昆明，我去看他，谈到这个笔名，他告诉我流传的说法都不对，确实情况是：艾思奇到上海后，有一次去看了一部名为《爱斯基摩人》的外国影片，他突然想到借此片名的谐音取下这个笔名，意思是‘爱好思考奇异事物’，即成了艾思奇。”

## 生平

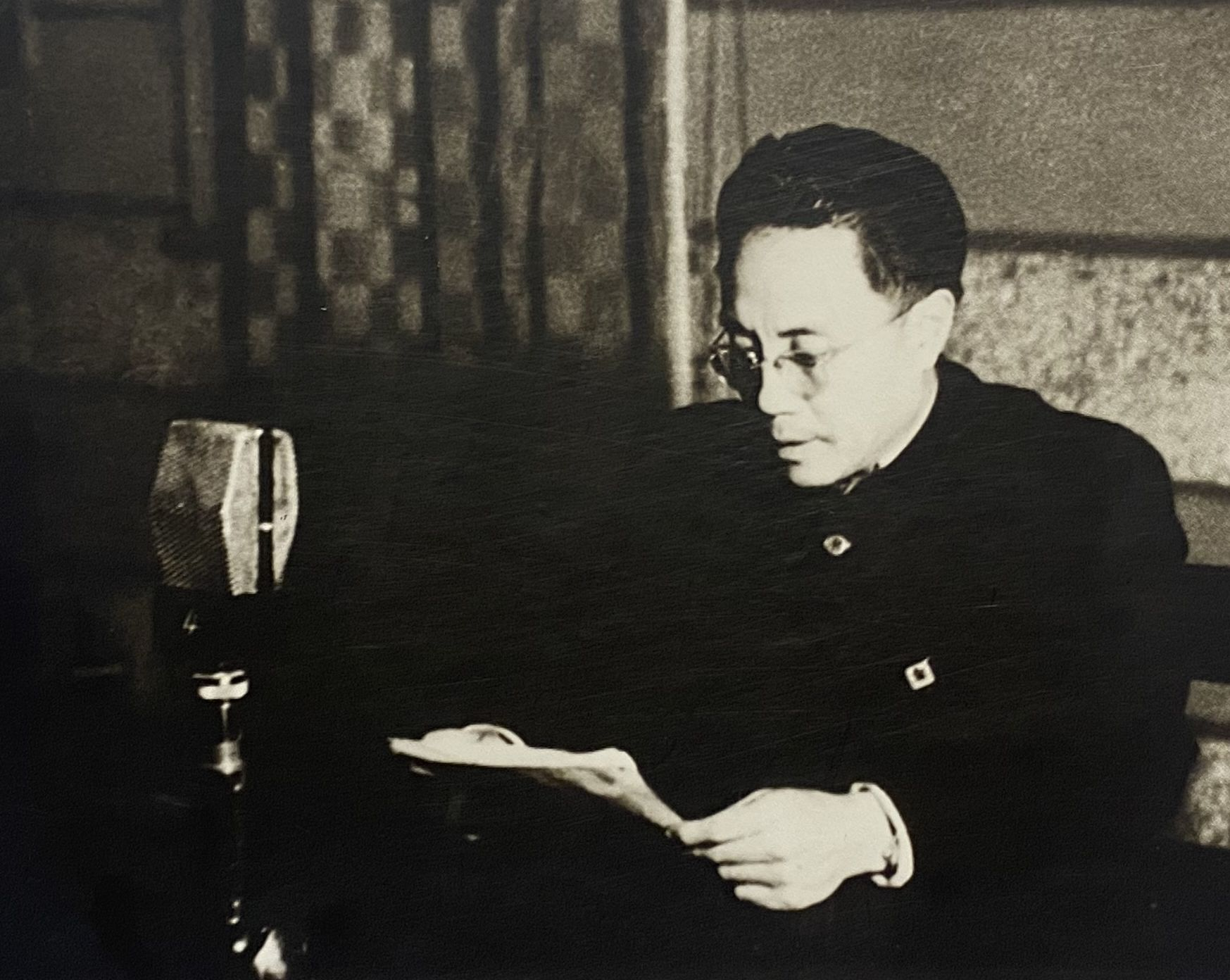
1951年，艾思奇应邀到中央人民广播电台作《社会发展史》讲座

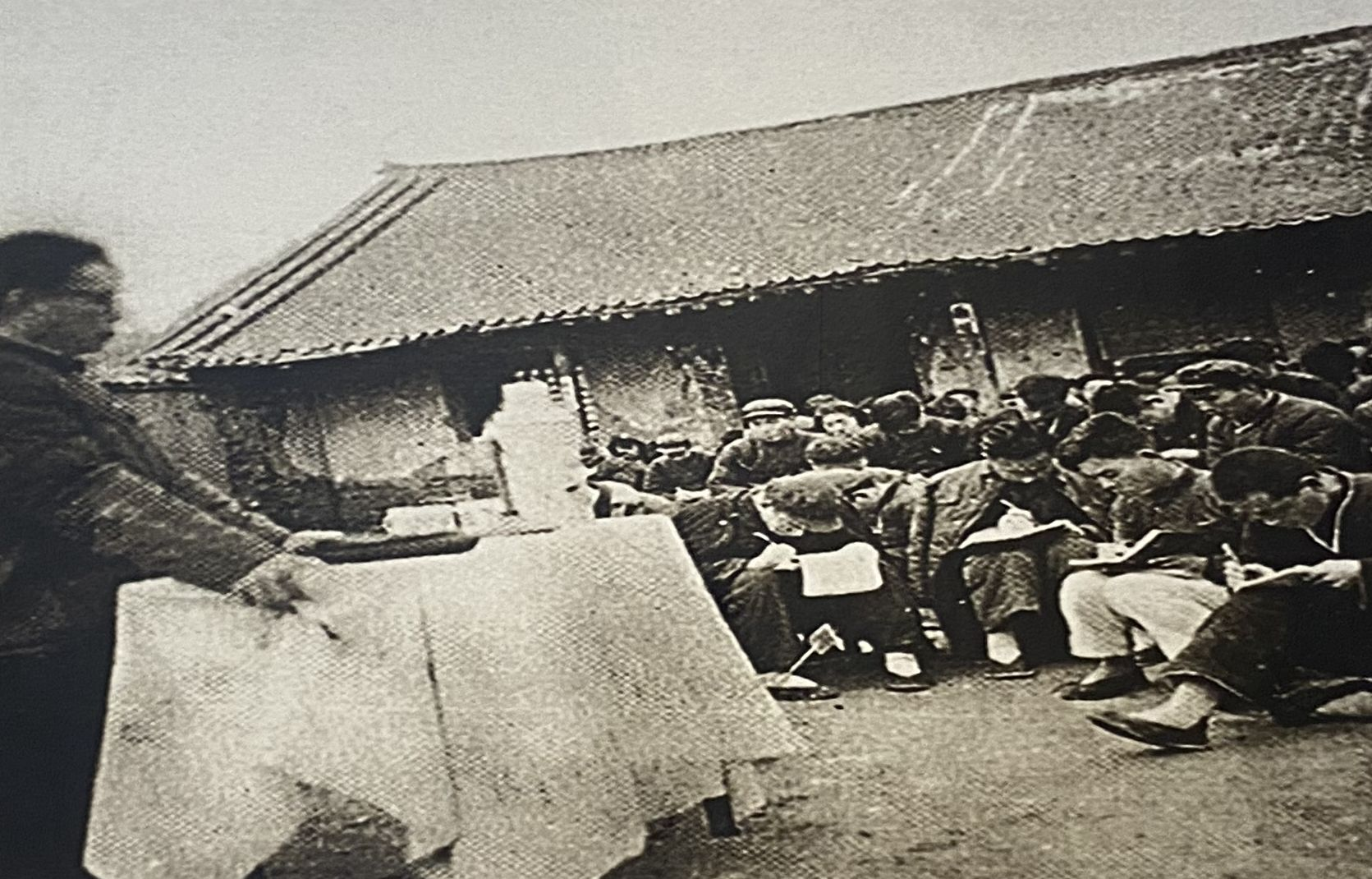
艾思奇担任中共开封地委副书记兼登封县第二书记期间进行宣讲

1910年3月2日，艾思奇生於雲南騰沖和順。祖父李德潤是滇西商人，父親李曰垓自京師大學堂經濟科畢業，參加南社、同盟會，辛亥革命後任雲南省軍政部次長，司法司司長，和蔡鍔等滇軍將領交好。李根源是其宗伯。
艾思奇7歲入讀私塾，1923年，因為受到唐繼堯排擠，全家遷居香港，艾思奇轉入嶺南大學附屬高等小學讀書。1925年，返回雲南後插班考入省立昆明第一中學，在學校很快便組織讀書會，激發了對馬克思主義的興趣，結識了聶耳、李國柱等人，並在『滇潮』上發表反對唐繼堯的文章。1926年冬，被軍警搜捕，逃往蘇州投奔父親。北伐戰爭逐漸激烈，政局不穩，所以父親決定送他去日本唸書，與雲南同鄉張天放等人同住，1927年短暫學習了一年，1928年5月，由於患了胃病所以回昆明修養。在東京也認識了中共東京支部的童長榮、王步文等人。
1930年，回到日本考上福岡工業高等学校冶金系，但1931年九一八事变後便放棄學業回到昆明。1932年春，離家到上海投靠五叔李曰基，希望他能資助自己到德國留學，但由於五叔不滿他棄學並沒有同意。後來經同學介紹到上海泉漳中學教書。1933年，泉漳中學被查封，但是還一直為學校工作，後來經杜國庠介紹加入中國社會科學家聯盟，開始主辦《讀書生活》雜誌並為『申報』圖書館工作，與李公朴、夏征農、高士其、柳湜同事。因此讓艾思奇有了創作《大眾哲學》的機會。1935年10月，由周扬、周立波介绍，艾思奇加入了中国共产党。1936年11月，七君子事件後，李公朴被捕，《讀書生活》雜誌也被查封。1937年5月，創辦《認識》月刊，七七事變後，參加胡愈之、鄒韜奮主編的《戰線》五日刊和《抗敵》周刊的編輯工作。10月，赴延安，负责延安哲学协会、边区文协工作，担任抗日军政大学、陝北公學教員，主要和何思敬、任白戈、徐懋庸同事。1938年5月5日，延安馬列學院成立後任教員。1938年9月，發起新哲學會，洛川會議後還兼任抗敵後援會的宣傳部長。1940年，主辦《中國文化》雜誌。1941年7月，中央研究院成立後任文化思想研究室主任，並擔任合併後的延安大學社會主義學院院長。同年創辦《解放日报》，先後擔任副总编和总编。整風期間，他和林默涵、溫濟澤被打成宗派主義受到批判，很快被平反。1945年4月，參加中共七大。1947年3月，延安受到胡宗南部的攻擊，艾思奇隨中共中央轉移，路上感染傷寒，留在晉西北養病。5月，痊癒後到晉察冀邊區工作，主要是參與籌建華北大學和華北人民代表大會。
1948年4月，西柏坡會議後開辦馬列學院，10月，艾思奇調入任教。1949年，參與新政協，並為全國政協委員講課。各個大學被接管後，成立馬列主義教研室，其中的教員也多是由艾思奇來培訓的。1950年，到清華大學暑期學校團講課。1953年7月，在三反運動中遭到批判。1955年5月，訪問蘇聯。1956年，參加中共八大，同年去波蘭訪問。1958年10月，下放到開封地委登封縣做第二書記。1959年6月，復員回到北京中央黨校工作。1965年，到通縣參加四清運動，他因為心肌梗塞住院修養，後來到海淀繼續參加運動。
1966年3月22日，在北京病逝。

## 艾思奇与“毛泽东思想”
艾思奇对毛泽东哲学思想的形成起到了极为关键的作用。傅佛果通过文献比对等研究，认为《矛盾论》、《实践论》等著作，和艾思奇的同期著作有“难以计数的相似之处。” 比如，《矛盾论》的第四部分题为“主要的矛盾和主要的矛盾方面”，和艾思奇的数篇作品几乎雷同。

## 著作
- 《大众哲学》，1935年
- 《辨证唯物主义 历史唯物主义》，主编，1961年
- 《哲学与生活》

## 评价
艾思奇是中国著名哲学家。毛泽东对他所做的贡献给予了极高的评价，称他是学者、战士、真诚的人。

## 家人

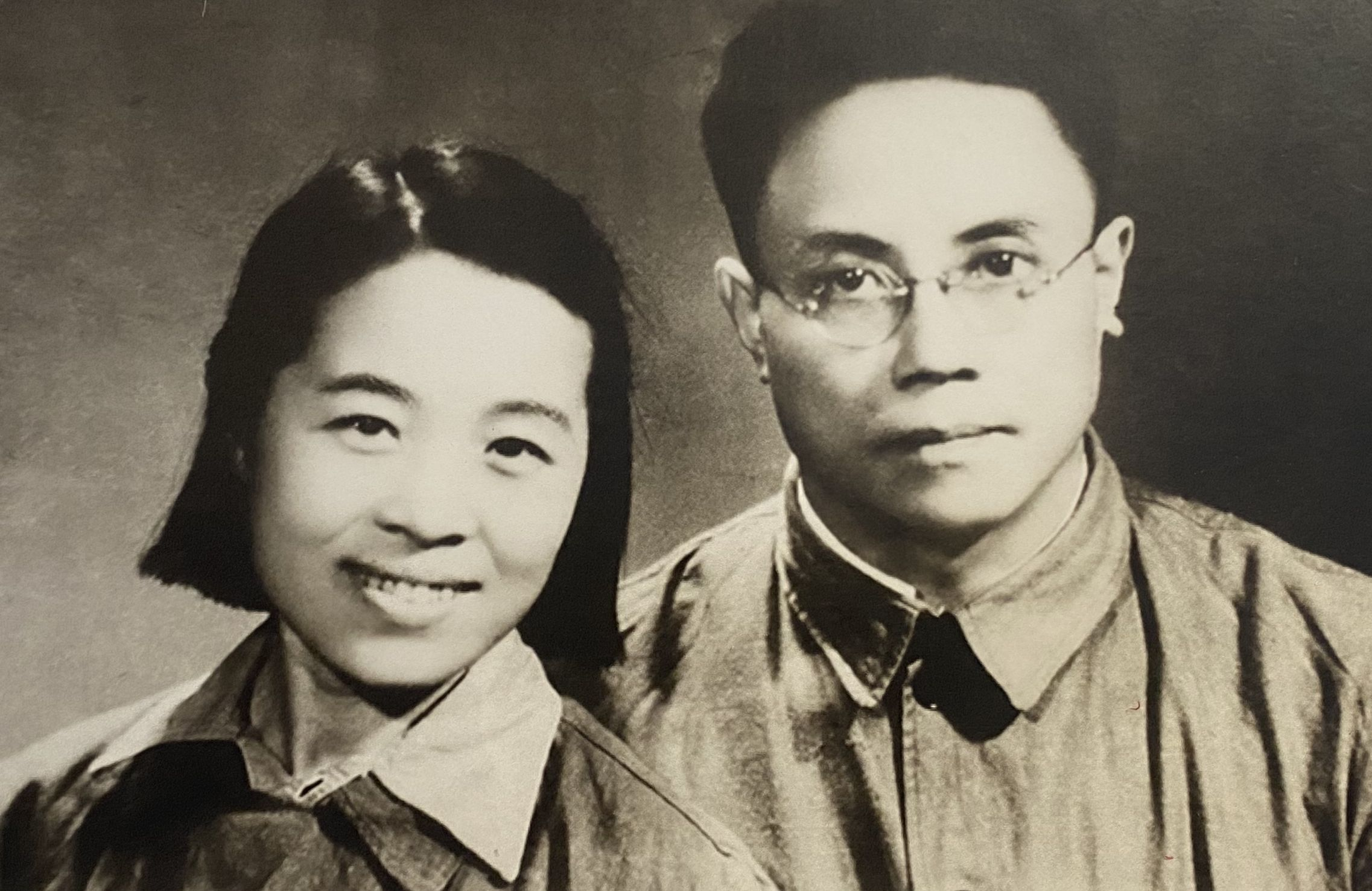
艾思奇与妻子王丹一

父亲李曰垓（梓畅）是一个具有民主主义思想的传统学者，辛亥革命及护国战争元老。曾做过爱国将领蔡得先生的幕僚，并曾担任云南省民政厅长等职。
大哥李生庄，学识渊博，是五四时期云南新文化传播者之一，曾任《腾越日报》第一任社长。
1944年7月与王丹一结婚。艾思奇去世后，王丹一一直帮忙从事“艾思奇思想”的研究，五十年内相继主持出版了《艾思奇文集》两卷本、560万字的《艾思奇全书》八卷本等一系列著作。2016年7月19日王丹一去世，遗体告别仪式给予很高规格：习近平、李克强、张德江、俞正声、刘云山、王岐山、张高丽七常委，刘延东、刘奇葆等中央政治局委员，李鹏、朱镕基、温家宝三任前总理，还有宋平、李岚清、曾庆红、吴官正等退休常委，均赠送了花圈。

## 故居
艾思奇故居位于云南省腾冲县和顺乡，为爱国主义教育基地。